# Collegio di West Tyrone
West Tyrone è un collegio elettorale nordirlandese della Camera dei Comuni del Parlamento del Regno Unito. Elegge un membro del Parlamento con il sistema maggioritario a turno unico. Il rappresentante del collegio, dal 2018, è Órfhlaith Begley, eletto con Sinn Féin.

## Estensione
Sin dalla creazione del collegio, è costituito dal distretto di Omagh e dal distretto di Strabane.
Il collegio è stato creato con la revisione dei confini del 1995 ed è costituito principalmente dai territori della metà occidentale del vecchio collegio di Mid Ulster, ed in effetti West Tyrone contiene più del vecchio Mid Ulster di quanto non contenga l'attuale Mid Ulster. Contiene anche parte dell'ex collegio di Foyle.
Nonostante la Boundary Commission modificò diversi collegi dell'Irlanda del Nord per le elezioni generali del 2010, West Tyrone non venne toccato.

## Storia
Il collegio ha una maggioranza schiacciante di nazionalisti, il che è provato dai risultati elettorali in cui i partiti nazionalisti hanno sempre ottenuto più del 50% dei voti nel collegio. Tuttavia, il voto nazionalista è tradizionalmente diviso tra Partito Social Democratico e Laburista (SDLP) e Sinn Féin, mentre gli unionisti sono stati inclini a unirsi per incrementare le percentuali di voto.
Quando fu creato il collegio, il vincitore nominale doveva essere il Partito Unionista Democratico (DUP), sulla base dei risultati delle elezioni generali nel Regno Unito del 1992 nei nuovi confini del collegio, ma ciò considerava che il Partito Unionista dell'Ulster (UUP) non si era candidato nella stessa area. Nelle elezioni per il Forum del 1996 l'UUP sconfisse il DUP e pertanto i due partiti decisero che il DUP non si sarebbe candidato. Di conseguenza, William Thompson del UUP vinse le elezioni del 1997 con un leggero vantaggio sul SDLP, mentre Sinn Fèin arrivò terzo.
Alle elezioni generali nel Regno Unito del 2001 SDLP e Sinn Féin fecero una campagna elettorale molto impegnativa nel collegio, nella speranza di uno spostamento del voto da un partito nazionalista all'altro che avrebbe consentito di battere gli unionisti dell'Ulster; alla fine vinse il candidato di Sinn Féin Pat Doherty.
Nel 1998 sia Sinn Féin che SDLP ottennero due seggi all'Assemblea dell'Irlanda del Nord, mentre UUP e DUP ottennero un seggio a testa. Tuttavia, vi furono considerazioni secondo cui un incremento nel voto a Sinn Féin a scapito di SDLP avrebbe consentito a Sinn Féin di ottenere un seggio dal suo rivale nazionalista SDLP. L'elezione fu tuttavia complicata dall'intervento di un candidato indipendente, Kieran Deeny, il cui programma era basato solamente sul mantenimento dell'ospedale di Omagh; con un risultato che sconvolse i commentatori, egli ottenne un seggio che prima era appartenuto a SDLP.
Deeny si ricandidò alle elezioni generali nel Regno Unito del 2005 e chiese ai partiti di ritirarsi e sostenerlo. Molti attivisti locali ed elettori sembrarono acconsentire, ma alla fine UUP, SUP e SDLP misero in campo i loro candidati; Doherty tenne il seggio per Sinn Féin, ma Deeny arrivò saldamente al secondo posto.

## Membri del parlamento
| Elezione | Elezione       | Deputato         | Partito      |
| -------- | -------------- | ---------------- | ------------ |
|          | 1997           | William Thompson | UUP          |
|          | 2001           | Pat Doherty      | Sinn Féin    |
| 2017     | Barry McElduff |                  | Sinn Féin    |
|          | Barry McElduff | 2018             | Indipendente |
|          | 2018 (S)       | Órfhlaith Begley | Sinn Féin    |

## Risultati elettorali

### Elezioni negli anni 2020
| Partito                    | Partito                                | Candidato                  | Risultati 4 luglio 2024 | Risultati 4 luglio 2024 |
| Partito                    | Partito                                | Candidato                  | Voti                    | %                       |
| -------------------------- | -------------------------------------- | -------------------------- | ----------------------- | ----------------------- |
|                            | Sinn Féin                              | Órfhlaith Begley           | 22 711                  | 51,98                   |
|                            | DUP                                    | Thomas Buchanan            | 6 794                   | 15,55                   |
|                            | SDLP                                   | Daniel McCrossan           | 5 821                   | 13,32                   |
|                            | UUP                                    | Matthew Bell               | 2 683                   | 6,14                    |
|                            | TUV                                    | Stevan Patterson           | 2 530                   | 5,79                    |
|                            | Alleanza                               | Stephen Donnelly           | 2 287                   | 5,23                    |
|                            | Aontù                                  | Leza Houston               | 778                     | 1,78                    |
|                            | Conservatore                           | Stephen Lynch              | 91                      | 0,21                    |
|                            |                                        |                            |                         |                         |
| Iscritti                   | Iscritti                               | Iscritti                   | 74 269                  | 100,00                  |
| ↳ Votanti (% su iscritti)  | ↳ Votanti (% su iscritti)              | ↳ Votanti (% su iscritti)  | 43 695                  | 58,83                   |
| ↳ Astenuti (% su iscritti) | ↳ Astenuti (% su iscritti)             | ↳ Astenuti (% su iscritti) | 30 574                  | 41,17                   |
|                            |                                        |                            |                         |                         |
|                            | Esito: collegio confermato a Sinn Féin |                            |                         |                         |

### Elezioni negli anni 2010
| Partito                    | Partito                                | Candidato                  | Risultati 12 dicembre 2019 | Risultati 12 dicembre 2019 |
| Partito                    | Partito                                | Candidato                  | Voti                       | %                          |
| -------------------------- | -------------------------------------- | -------------------------- | -------------------------- | -------------------------- |
|                            | Sinn Féin                              | Órfhlaith Begley           | 16 544                     | 40,17                      |
|                            | DUP                                    | Thomas Buchanan            | 9 066                      | 22,01                      |
|                            | SDLP                                   | Daniel McCrossan           | 7 330                      | 17,80                      |
|                            | Alleanza                               | Stephen Donnelly           | 3 979                      | 9,66                       |
|                            | UUP                                    | Andy McKane                | 2 774                      | 6,74                       |
|                            | Aontù                                  | James Hope                 | 972                        | 2,36                       |
|                            | Verdi                                  | Susan Glass                | 521                        | 1,26                       |
|                            |                                        |                            |                            |                            |
| Iscritti                   | Iscritti                               | Iscritti                   | 66 215                     | 100,00                     |
| ↳ Votanti (% su iscritti)  | ↳ Votanti (% su iscritti)              | ↳ Votanti (% su iscritti)  | 41 186                     | 62,20                      |
| ↳ Astenuti (% su iscritti) | ↳ Astenuti (% su iscritti)             | ↳ Astenuti (% su iscritti) | 25 029                     | 37,80                      |
|                            |                                        |                            |                            |                            |
|                            | Esito: collegio confermato a Sinn Féin |                            |                            |                            |

| Partito                    | Partito                                | Candidato                  | Risultati 3 maggio 2018 | Risultati 3 maggio 2018 |
| Partito                    | Partito                                | Candidato                  | Voti                    | %                       |
| -------------------------- | -------------------------------------- | -------------------------- | ----------------------- | ----------------------- |
|                            | Sinn Féin                              | Órfhlaith Begley           | 16 346                  | 46,66                   |
|                            | DUP                                    | Thomas Buchanan            | 8 390                   | 23,95                   |
|                            | SDLP                                   | Daniel McCrossan           | 6 254                   | 17,85                   |
|                            | UUP                                    | Chris Smyth                | 2 909                   | 8,30                    |
|                            | Alleanza                               | Stephen Donnelly           | 1 130                   | 3,23                    |
|                            |                                        |                            |                         |                         |
| Iscritti                   | Iscritti                               | Iscritti                   | 64 101                  | 100,00                  |
| ↳ Votanti (% su iscritti)  | ↳ Votanti (% su iscritti)              | ↳ Votanti (% su iscritti)  | 35 337                  | 55,13                   |
| ↳ Astenuti (% su iscritti) | ↳ Astenuti (% su iscritti)             | ↳ Astenuti (% su iscritti) | 28 764                  | 44,87                   |
|                            |                                        |                            |                         |                         |
|                            | Esito: collegio confermato a Sinn Féin |                            |                         |                         |

| Partito                    | Partito                                | Candidato                  | Risultati 8 giugno 2017 | Risultati 8 giugno 2017 |
| Partito                    | Partito                                | Candidato                  | Voti                    | %                       |
| -------------------------- | -------------------------------------- | -------------------------- | ----------------------- | ----------------------- |
|                            | Sinn Féin                              | Barry McElduff             | 22 060                  | 50,73                   |
|                            | DUP                                    | Thomas Buchanan            | 11 718                  | 26,95                   |
|                            | SDLP                                   | Daniel McCrossan           | 5 635                   | 12,96                   |
|                            | UUP                                    | Alicia Clarke              | 2 253                   | 5,18                    |
|                            | Alleanza                               | Stephen Donnelly           | 1 000                   | 2,30                    |
|                            | Verdi                                  | Ciaran McClean             | 427                     | 0,98                    |
|                            | CISTA                                  | Barry Brown                | 393                     | 0,90                    |
|                            |                                        |                            |                         |                         |
| Iscritti                   | Iscritti                               | Iscritti                   | 64 039                  | 100,00                  |
| ↳ Votanti (% su iscritti)  | ↳ Votanti (% su iscritti)              | ↳ Votanti (% su iscritti)  | 43 675                  | 68,20                   |
| ↳ Astenuti (% su iscritti) | ↳ Astenuti (% su iscritti)             | ↳ Astenuti (% su iscritti) | 20 364                  | 31,80                   |
|                            |                                        |                            |                         |                         |
|                            | Esito: collegio confermato a Sinn Féin |                            |                         |                         |

| Partito                    | Partito                                | Candidato                  | Risultati 7 maggio 2015 | Risultati 7 maggio 2015 |
| Partito                    | Partito                                | Candidato                  | Voti                    | %                       |
| -------------------------- | -------------------------------------- | -------------------------- | ----------------------- | ----------------------- |
|                            | Sinn Féin                              | Pat Doherty                | 16 807                  | 43,48                   |
|                            | DUP                                    | Thomas Buchanan            | 6 747                   | 17,45                   |
|                            | SDLP                                   | Daniel McCrossan           | 6 444                   | 16,67                   |
|                            | UUP                                    | Ross Hussey                | 6 144                   | 15,89                   |
|                            | Alleanza                               | Stephen Donnelly           | 869                     | 2,25                    |
|                            | Verdi                                  | Ciaran McClean             | 780                     | 2,02                    |
|                            | CISTA                                  | Barry Brown                | 528                     | 1,37                    |
|                            | Conservatori                           | Claire-Louise Leyland      | 169                     | 0,44                    |
|                            | Indipendente                           | Susan-Anne White           | 166                     | 0,43                    |
|                            |                                        |                            |                         |                         |
| Iscritti                   | Iscritti                               | Iscritti                   | 63 890                  | 100,00                  |
| ↳ Votanti (% su iscritti)  | ↳ Votanti (% su iscritti)              | ↳ Votanti (% su iscritti)  | 38 654                  | 60,50                   |
| ↳ Astenuti (% su iscritti) | ↳ Astenuti (% su iscritti)             | ↳ Astenuti (% su iscritti) | 25 236                  | 39,50                   |
|                            |                                        |                            |                         |                         |
|                            | Esito: collegio confermato a Sinn Féin |                            |                         |                         |

| Partito                    | Partito                                | Candidato                  | Risultati 6 maggio 2010 | Risultati 6 maggio 2010 |
| Partito                    | Partito                                | Candidato                  | Voti                    | %                       |
| -------------------------- | -------------------------------------- | -------------------------- | ----------------------- | ----------------------- |
|                            | Sinn Féin                              | Pat Doherty                | 18 050                  | 48,42                   |
|                            | DUP                                    | Tom Buchanan               | 7 365                   | 19,76                   |
|                            | UCU-NF                                 | Ross Hussey                | 5 281                   | 14,17                   |
|                            | SDLP                                   | Joe Byrne                  | 5 212                   | 13,98                   |
|                            | Alleanza                               | Michael Bower              | 859                     | 2,30                    |
|                            | Indipendente                           | Ciaran McClean             | 508                     | 1,36                    |
|                            |                                        |                            |                         |                         |
| Iscritti                   | Iscritti                               | Iscritti                   | 61 106                  | 100,00                  |
| ↳ Votanti (% su iscritti)  | ↳ Votanti (% su iscritti)              | ↳ Votanti (% su iscritti)  | 37 275                  | 61,00                   |
| ↳ Astenuti (% su iscritti) | ↳ Astenuti (% su iscritti)             | ↳ Astenuti (% su iscritti) | 23 831                  | 39,00                   |
|                            |                                        |                            |                         |                         |
|                            | Esito: collegio confermato a Sinn Féin |                            |                         |                         |

### Elezioni negli anni 2000
| Partito                    | Partito                                | Candidato                  | Risultati 5 maggio 2005 | Risultati 5 maggio 2005 |
| Partito                    | Partito                                | Candidato                  | Voti                    | %                       |
| -------------------------- | -------------------------------------- | -------------------------- | ----------------------- | ----------------------- |
|                            | Sinn Féin                              | Pat Doherty                | 16 910                  | 38,89                   |
|                            | Indipendente                           | Kieran Deeny               | 11 905                  | 27,38                   |
|                            | DUP                                    | Tom Buchanan               | 7 742                   | 17,80                   |
|                            | SDLP                                   | Eugene McMenamin           | 3 949                   | 9,08                    |
|                            | UUP                                    | Derek Hussey               | 2 981                   | 6,85                    |
|                            |                                        |                            |                         |                         |
| Iscritti                   | Iscritti                               | Iscritti                   | 60 314                  | 100,00                  |
| ↳ Votanti (% su iscritti)  | ↳ Votanti (% su iscritti)              | ↳ Votanti (% su iscritti)  | 43 487                  | 72,10                   |
| ↳ Astenuti (% su iscritti) | ↳ Astenuti (% su iscritti)             | ↳ Astenuti (% su iscritti) | 16 827                  | 27,90                   |
|                            |                                        |                            |                         |                         |
|                            | Esito: collegio confermato a Sinn Féin |                            |                         |                         |

| Partito                    | Partito                                  | Candidato                  | Risultati 7 giugno 2001 | Risultati 7 giugno 2001 |
| Partito                    | Partito                                  | Candidato                  | Voti                    | %                       |
| -------------------------- | ---------------------------------------- | -------------------------- | ----------------------- | ----------------------- |
|                            | Sinn Féin                                | Pat Doherty                | 19 814                  | 40,83                   |
|                            | UUP                                      | William John Thompson      | 14 774                  | 30,44                   |
|                            | SDLP                                     | Bríd Rodgers               | 13 942                  | 28,73                   |
|                            |                                          |                            |                         |                         |
| Iscritti                   | Iscritti                                 | Iscritti                   | 60 738                  | 100,00                  |
| ↳ Votanti (% su iscritti)  | ↳ Votanti (% su iscritti)                | ↳ Votanti (% su iscritti)  | 48 530                  | 79,90                   |
| ↳ Astenuti (% su iscritti) | ↳ Astenuti (% su iscritti)               | ↳ Astenuti (% su iscritti) | 12 208                  | 20,10                   |
|                            |                                          |                            |                         |                         |
|                            | Esito: collegio passa da UUP a Sinn Féin |                            |                         |                         |

## Risultati dei referendum

### Referendum sulla permanenza del Regno Unito nell'Unione europea del 2016
|                  | Collegio    | Lasciare UE % | Rimanere in UE % |
| ---------------- | ----------- | ------------- | ---------------- |
|                  | West Tyrone | 33,20%        | 66,80%           |
| Irlanda del Nord | 44,22%      | 55,78%        |                  |
|                  | Regno Unito | 51,89%        | 48,11%           |